# Ne'u Chöchung
| Tibetische Bezeichnung                                      |
| ----------------------------------------------------------- |
| Wylie-Transliteration: ne'u chos 'byung; nel pa chos 'byung |
| Chinesische Bezeichnung                                     |
| Vereinfacht: 奈巴教法史; 花鬘                               |
| Pinyin:Naiba jiaofa shi; Huaman                             |

Ne'u Chöchung  (tib. Ne'u chos-'byung) oder Nelpa Chöchung  (Nel pa chos 'byung; chin. Naiba jiaofa shi 奈巴教法史 u. a.), die Chronik des Nelpa Pandita, ist ein 1283 verfasstes Werk der tibetischen historiographischen Chöchung (chos 'byung) -Gattung des Gelehrten Ne'u Pandita Dragpa Mönlam Lodrö (ne'u pan-di-ta grags-pa smon-lam blo-gros) bzw. Nelpa Pandita.
Das Werk von Ne'u Pandita Mönlam Lodrö umfasst hauptsächlich die Geburts- und Todesdaten der aufeinanderfolgenden tibetischen Könige der alten tibetischen Tubo-Dynastie, die Zeit ihrer Regentschaft sowie die Wiederherstellung der Klöster und die Verbreitung des Buddhismus.
Nach Gyurme Dorje und Jakob Leschly behauptet der Bericht, dass um 433 n. Chr. bestimmte buddhistische Texte, darunter das Karandavyuhasutra und ein unter mehreren Namen aufgezeichneter Text, darunter Pankyong Chagyapa (spang skong phyag brgya pa), von den Meistern Buddharaksita und Tilise aus Khotan nach Tibet gebracht worden seien. Zu dieser Zeit sei Khotan bereits eine wichtige Oase und ein Knotenpunkt für buddhistische Lehrer gewesen, die zwischen Indien und China pendelten. Nelpa Pandita erzähle, wie sie nach Khotan zurückkehrten und feststellten, dass niemand die Bücher lesen oder die Bedeutung verstehen konnte.
Die deutsche Tibetologin Helga Uebach übersetzte Nelpa Panditas Chronik ins Deutsche. Der International Association for Tibetan Studies (IATS) zufolge hatte sie diese lange Zeit als verschollen geglaubte historische Quelle in der Library of the Tibetan Works and Archives in Dharamsala entdeckt, als sie 1982 alle tibetischen Dokumente fotografierte. Mit dieser Veröffentlichung begründete Helga Uebach die Reihe Studia Tibetica. Quellen und Studien zur tibetischen Lexikographie an der Bayerischen Akademie der Wissenschaften.